# Jessica Carlson
Jessica Carlson (New York, 1993) è un'attrice statunitense, conosciuta per il suo ruolo di Rebecca la ragazza - scimmia, nel film del 2009 Aiuto vampiro.

## Biografia
Prima di Aiuto vampiro, la Carlson è apparsa in Wonder of the World e Blue Dress, The Life Before Her Eyes, Goyta, Law & Order (episodio "Angelgrove"), e The Big C (episodio "Blue-Eyed Iris").
Jessica ha interpretato Laurie in un'equa riproduzione del Brighton Beach Memoirs al teatro Emelin di Larchmont. La Carlson ha anche interpretato Liesel Meminger in un "movie trailer" per il romanzo The Book Thief ai Teen Book Video Awards.
Per il suo ruolo in Aiuto vampiro, la Carlson vinse il Best Supporting Actress in a Feature Film nei Young Artist Awards del 2010.